# Aderus taprobanus
Aderus taprobanus é uma espécie de inseto besouro da família Aderidae. Foi descrita cientificamente por George Charles Champion em 1915.

## Distribuição geográfica
Habita no Sri Lanka.